# 萨马纳省
萨马纳省（西班牙語：Provincia de Samaná，西班牙語發音：[samaˈna]）是多明尼加共和國東北部的一個省，鄰大西洋。下轄3個自治市鎮（municipio），以及3個自治市政區（Municipal district），首府在萨马纳。

## 概述
萨马纳省被認為是多明尼加最美麗的地區，有許多沙灘、热带雨林、椰子林、國家保護公園、萨马纳半島風光等；到了每年的1月至3月，還有許多座頭鯨來到萨马纳的沿海海域進行交配繁殖。境內的萨马纳埃尔卡泰国际机场也在2006年11月開幕。它必將成為一個主要的旅遊勝地。

## 行政區

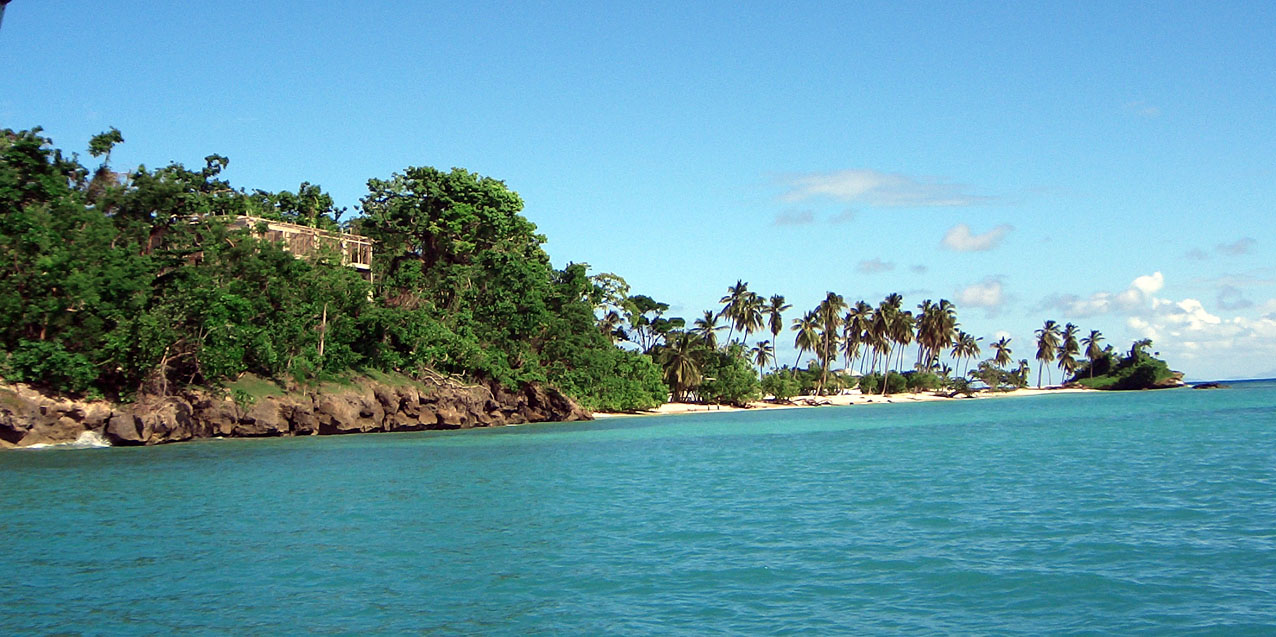
萨马纳外海的一個島嶼

| 市鎮名稱     | 總人口  | 城市人口 |
| ------------ | ------- | -------- |
| Las Terrenas | 49,841  | 42,345   |
| 萨马纳       | 157,252 | 99,786   |
| Sánchez      | 34,011  | 18,113   |